# Liste im Libanon vorhandener Dampflokomotiven
Dies ist eine Liste erhaltener Dampflokomotiven auf dem Gebiet von Libanon.

## Lokomotiven mit Regelspur 1435 mm/56.5"
| Foto | Nummer oder Name     | Bauart / Achsfolge | Hersteller                   | Fabrik-nr. | Baujahr | Historie | Eigentümer / Betreiber / Strecke | Bemerkungen |
| ---- | -------------------- | ------------------ | ---------------------------- | ---------- | ------- | -------- | -------------------------------- | ----------- |
|      | CEL (ex DHP) No. 34  | D1                 | SLM (Winterthur)             | 1744       | 1906    |          | Rayak Shed                       | [ 1 ]       |
|      | CEL (ex DHP) No. 104 | D                  | Henschel & Sohn (Kassel)     | 11233      | 1912    |          | Rayak Shed                       | [ 2 ]       |
|      | CEL (ex DHP) No. 105 | D                  | Vulcan Foundry               | 2469       | 1909    |          | Rayak Shed                       | [ 3 ]       |
|      | CEL (ex DHP) No. 106 | D                  | Vulkan                       | 2469       | 1909    |          | Rayak Shed                       | [ 4 ]       |
|      | CEL (ex DHP) No. 109 | D                  | Schichau (Elbing)            | 1524       | 1907    |          | Rayak Shed                       | [ 5 ]       |
|      | CEL (ex DHP) No. 27  | D                  | J. F. Cail, (Denain, France) | 2741       |         |          | Rayak Shed                       | [ 6 ]       |
|      | CEL (ex DHP) No. 31  | D                  | J. F. Cail, (Denain, France) | 2745       |         |          | Tripoli Shed                     | [ 7 ]       |
|      | CEL (ex DHP) No. 110 | D                  | Henschel & Sohn (Kassel)     | 10924      | 1912    |          | Tripoli Shed                     | [ 8 ]       |
|      | CEL (ex DHP) No. 102 | D                  | Henschel & Sohn (Kassel)     | 11449      | 1912    |          | Tripoli Shed                     | [ 9 ]       |
|      | CEL (ex DHP) No. 107 | D                  | Vulkan                       | 2626       | 1910    |          | Tripoli Shed                     | [ 10 ]      |
|      | CEL (ex DHP) No. 108 | D                  | Schichau (Elbing)            | 1555       | 1907    |          | Tripoli Shed                     | [ 11 ]      |
|      | CEL (ex DHP) No. 21  | D                  | J. F. Cail, (Denain, France) | 2735       | 1906    |          | Tripoli Shed                     | [ 12 ]      |

## Lokomotiven mit 1050 mm
| Foto | Nummer oder Name       | Bauart / Achsfolge | Hersteller       | Fabrik-nr. | Baujahr | Historie | Eigentümer / Betreiber / Strecke | Bemerkungen |
| ---- | ---------------------- | ------------------ | ---------------- | ---------- | ------- | -------- | -------------------------------- | ----------- |
|      | CEL (ex DHP) No. 8     | C1                 | SLM (Winterthur) | 848        | 1894    |          | Gare St. Michel                  | [ 13 ]      |
|      | CEL (ex DHP) No. 10    | C1                 | SLM (Winterthur) | 986        | 1985    |          | Gare St. Michel                  | [ 14 ]      |
|      | CEL (ex DHP) No. 36    | D1                 | SLM (Winterthur) | 1774       | 1906    |          | Gare St. Michel                  | [ 15 ]      |
|      | CEL (ex DHP) No. 37    | D1                 | SLM (Winterthur) | 1775       | 1906    |          | Gare St. Michel                  | [ 16 ]      |
|      | CEL (ex DHP) No. S-303 | E                  | SLM (Winterthur) | 3123       | 1926    |          | Gare St. Michel                  | [ 17 ]      |
|      | CEL (ex DHP) No. 12    | C1                 | SLM (Winterthur) | 1586       | 1904    |          | Rayak Shed                       | [ 18 ]      |
|      | CEL (ex DHP) No. 2     | C1                 | SLM (Winterthur) | 1585       | 1904    |          | Rayak Shed                       | [ 19 ]      |
|      | CEL (ex DHP) No. 6     | C1                 | SLM (Winterthur) | 846        | 1894    |          | Rayak Shed                       | [ 20 ]      |
|      | CEL (ex DHP) No. 7     | C1                 | SLM (Winterthur) | 847        | 1894    |          | Rayak Shed                       | [ 21 ]      |
|      | CEL (ex DHP) No. 31    | D1                 | SLM (Winterthur) | 1741       | 1906    |          | Rayak Shed                       | [ 22 ]      |
|      | CEL (ex DHP) No. 35    | D1                 | SLM (Winterthur) | 1745       | 1906    |          | Rayak Shed                       | [ 23 ]      |
|      | CEL (ex DHP) No. 33    | D1                 | SLM (Winterthur) | 1743       | 1906    |          | Rayak Shed                       | [ 24 ]      |
|      | CEL (ex DHP) No. S-306 | E                  | SLM (Winterthur) | 3721       | 1940    |          | Rayak Shed                       | [ 25 ]      |
|      | CEL (ex DHP) No. S-307 | E                  | SLM (Winterthur) | 3720       | 1940    |          | Rayak Shed                       | [ 26 ]      |
|      | CEL (ex DHP) No. S-301 | E                  | SLM (Winterthur) | 2966       | 1924    |          | Rayak Shed                       | [ 27 ]      |
|      | CEL (ex DHP) No. S-302 | E                  | SLM (Winterthur) | 2967       | 1924    |          | Rayak Shed                       | [ 28 ]      |
|      | CEL (ex DHP) No. S-304 | E                  | SLM (Winterthur) | 3124       | 1926    |          | Rayak Shed                       | [ 29 ]      |
|      | CEL (ex DHP) No. S-305 | E                  | SLM (Winterthur) |            |         |          | Rayak Shed                       | [ 30 ]      |
|      | CEL (ex DHP) No. 32    | D1                 | SLM (Winterthur) | 1742       | 1906    |          | Saadnayel Station Park           | [ 31 ]      |